# Codici postali del Guatemala
I codici di avviamento postale in Guatemala sono composti da 5 cifre di cui le prime 3 identificano un dipartimento.

## Dipartimenti
| 010 Dipartimento di Guatemala      | 020 Dipartimento di El Progreso   | 030 Dipartimento di Sacatepéquez | 040 Dipartimento di Chimaltenango |
| 050 Dipartimento di Escuintla      | 060 Dipartimento di Santa Rosa    | 070 Dipartimento di Sololá       | 080 Dipartimento di Totonicapán   |
| 090 Dipartimento di Quetzaltenango | 100 Dipartimento di Suchitepéquez | 110 Dipartimento di Retalhuleu   | 120 Dipartimento di San Marcos    |
| 130 Dipartimento di Huehuetenango  | 140 Dipartimento di Quiché        | 150 Dipartimento di Baja Verapaz | 160 Dipartimento di Alta Verapaz  |
| 170 Dipartimento di Petén          | 180 Dipartimento di Izabal        | 190 Dipartimento di Zacapa       | 200 Dipartimento di Chiquimula    |
| 210 Dipartimento di Jalapa         | 220 Dipartimento di Jutiapa       |                                  |                                   |